# Аврамени (Ботошани)
Аврамени (рум. Avrămeni) насеље је у Румунији у округу Ботошани у општини Аврамени. Oпштина се налази на надморској висини од 233 m.

## Становништво
Према подацима из 2002. године у насељу је живело 5490 становника, од којих су сви румунске националности.

### Хронологија
| Година       | 1992 | 1993 | 1994 | 1995 | 1996 | 1997 | 1998 | 1999 | 2000 | 2001 | 2002 | 2003 | 2004 | 2005 | 2006 | 2007 | 2008 | 2009 | 2010 | 2011 | 2012 | 2013 | 2014 | 2015 | 2016 | 2017 |
| ------------ | ---- | ---- | ---- | ---- | ---- | ---- | ---- | ---- | ---- | ---- | ---- | ---- | ---- | ---- | ---- | ---- | ---- | ---- | ---- | ---- | ---- | ---- | ---- | ---- | ---- | ---- |
| Становништво | 6197 | 6043 | 5912 | 5842 | 5749 | 5666 | 5680 | 5659 | 5693 | 5694 | 5647 | 5629 | 5606 | 5583 | 4103 | 4123 | 4112 | 4078 | 4055 | 3992 | 3973 | 3953 | 3913 | 3893 | 3850 | 3809 |